# Tarnon
A Tarnon folyó Franciaország területén, a Tarn bal oldali mellékfolyója.

## Földrajzi adatok
A folyó Lozère megyében, Montpellier-től 80 km-re északra, a Cévennekben ered 1080 méteres tengerszint feletti magasságban, és Florac városkánál ömlik be a Tarn-ba. 
Hossza 39 km.
Mellékfolyói a Tapoul és a Mimente.

## Megyék és városok a folyó mentén
- Lozère: Florac

## Külső hivatkozások
- services.sandre.eaufrance.fr Archiválva 2013. december 3-i dátummal a Wayback Machine-ben
- Tarnon